# Smekkleysa
Smekkleysa (dt. „Geschmacklosigkeit“), auch als Bad Taste bekannt, ist ein isländisches Musiklabel. Das 1986 gegründete Unternehmen mit Sitz in Reykjavík zählt durch die (Erst-)Veröffentlichung der Werke von Bands wie The Sugarcubes, múm und Sigur Rós zu den wichtigsten Labels Islands.
Die Ursprünge des Labels gehen auf den erfolgreichen Verkauf von Postkarten zurück, den Ásmundur Jónsson, Einar Örn Benediktsson und andere Musiker aus dem Umfeld der alternativen Rock- und Punkszene Islands 1986 betrieben, um die finanziellen Mittel für Aufnahmen der Band The Sugarcubes nach der Auflösung von KUKL zusammenzutreiben. Die erste EP der Band, Einn Mol'á Mann, erschien noch im selben Jahr und war die dritte Veröffentlichung des Labels.
Eines der Prinzipien von Smekkleysa ist heute, dass das Label für keine Musikgruppe mehr als ein Album herausgibt. Alle Einnahmen gehen in die Förderung neuer Kunst- und Musikprojekte. Die Karriere zahlreicher isländischer Bands begann bei dem Label; so erschienen beispielsweise die ersten drei Studioalben von Sigur Rós bei Smekkleysa. Zu den Künstlern, die bei Bad Taste veröffentlicht haben, zählen neben den Genannten Björk (Gling-Gló als Björk Guðmundsdóttir & tríó Guðmundar Ingólfssonar), GusGus (15 ára, 2010) und Mínus (Jesus Christ Bobby, 2001).
Das Label unterhält am Skólavörðustígur im Zentrum von Reykjavík einen Plattenladen. Der internationale Vertrieb wird unter anderem über das englische Label One Little Indian organisiert.